# Gustav Heim
Gustav F. Heim (* 8. Mai 1879 in Schleusingen; † 30. Oktober 1933 in New York) war ein deutscher Trompeter und Kornett-Spieler.

## Leben und Werk
Gustav Heim wurde in Deutschland in Schleusingen in Thüringen geboren und wanderte mit 25 Jahren in die Vereinigten Staaten aus. Dort war er zunächst für zwei Jahre Solotrompeter des St. Louis Symphony Orchestras, bevor er für die Saison 1905–1906 zum Philadelphia Orchestra wechselte. Er zog dann nach Boston, wo er 14 Jahre für das Boston Symphony Orchestra spielte.
Er verließ diese Position nach einem Streik im Jahr 1920 und spielte danach für jeweils kurze Zeit mit dem Detroit Symphony Orchestra, der New York Philharmonic Society, dem Cleveland Orchestra und dem New York Philharmonic Orchestra.
Gustav Heim wurde bekannt durch die Entwicklung des nach ihm benannten Trompetenmundstücks, dem Heim-Mundstück. Dieses wurde von vielen bekannten Trompetern, etwa Miles Davis benutzt.